# Aglaophenia bakeri
Aglaophenia bakeri is een hydroïdpoliep uit de familie Aglaopheniidae. De poliep komt uit het geslacht Aglaophenia. Aglaophenia bakeri werd in 1919 voor het eerst wetenschappelijk beschreven door Bale. 